# 孟贵民
孟贵民（1906年—1994年），原名李继唐，男，奉天（今辽宁）辽阳人，中国教育管理专家，曾任北京邮电学院党委书记兼副院长、院长。